# Mor-Yakup-Kirche

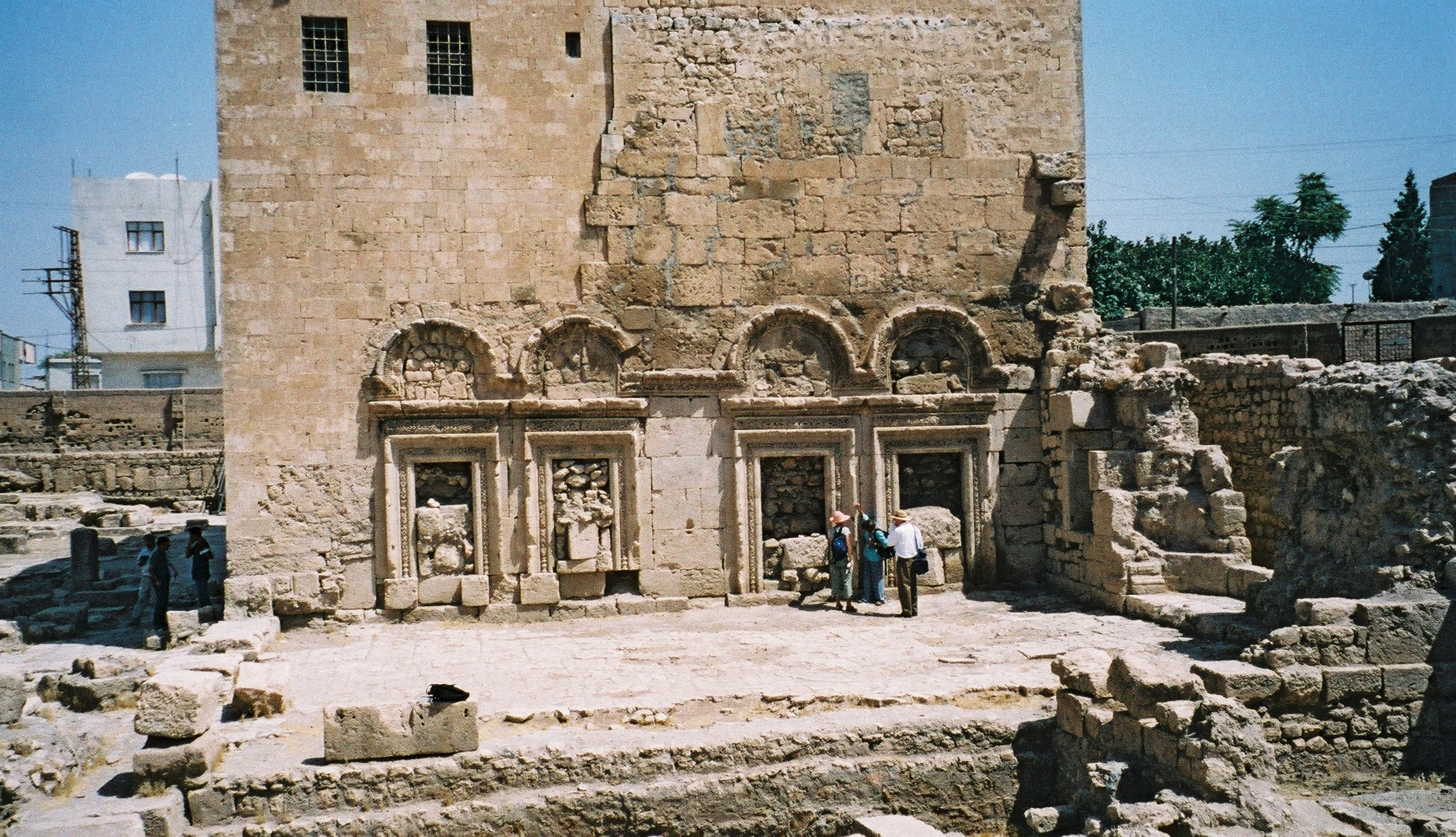
Mor-Yakup-Kirche

Die Mor-Yakup-Kirche (türkisch: Mor Yakup Kilisesii), auch als Kirche des Heiligen Jakob in Nisibis bekannt, ist eine historische syrisch-orthodoxe Kirche im Distrikt Nusaybin der Provinz Mardin im Südosten der Türkei. Archäologische Ausgrabungen ergaben, dass das aus dem 4. Jahrhundert stammende Kirchengebäude ursprünglich das Baptisterium einer heute nicht mehr existierenden Kathedrale war. Das Kirchengelände wurde zusammen mit dem nahe gelegenen Zeynel-Abidin-Moscheenkomplex 2014 als Kandidat für das UNESCO-Welterbe in der Kategorie Kultur in die Tentativliste der Türkei aufgenommen.

## Geschichte
Die Kirche liegt etwa 100 m östlich des Zeynel-Abidin-Moscheenkomplexes. Sie ist dem syrischen Jakob von Nisibis gewidmet, der im Jahr 309 zum Bischof von Nisibis gewählt und in der Jungfrau-Maria-Kirche von Diyarbakır eingesetzt wurde. Er ließ die Kirche zwischen 313 und 320 erbauen. Sie gilt als eine der ältesten Kirchen in Obermesopotamien. Nach einigen Inschriften und Texten wurde das Gebäude zunächst als Baptisterium einer Kathedrale errichtet. Es wurde nach der Zerstörung der Kathedrale und einiger anderer Gebäude in eine Kirche umgewandelt.

## Architektur
Das Kirchengebäude weist die Merkmale der spätrömischen und frühbyzantinischen Architektur auf. Es besteht aus zwei Abschnitten.
Im südlichen Gebäude gibt es zwei separate Teile mit zwei gegenüberliegenden Strebepfeilern. Im östlichen Teil befindet sich ein quadratischer Platz von 7 m × 7 m (23 ft × 23 ft) mit zwei Toren in der Nord- und Südwand. Die Ostwand hat eine Apsis. Auf der Westseite führt eine Bogenöffnung zum westlichen Teil des südlichen Abschnitts. Der östliche Teil zeigt Wanddekorationen und Friese auf den Bögen und der Apsisnische. Korinthische Kapitelle schmücken alle Strebepfeiler außer den westlichen. Es ist wahrscheinlich, dass die mittleren und westlichen Strebepfeiler später hinzugefügt wurden. Der westliche Teil des Gebäudes hat Bogentüren, die an der Nord- und Südwand mit feinen Ornamenten verziert sind. Acht der Türen in der Nord- und Südwand haben hufeisenartige Bögen. Die Bögen und die Säulen sind mit Ornamenten verziert. Eine Inschrift in altgriechischer Sprache auf dem mittleren Fries lautet: „Dieses Baptisterium wurde mit der Unterstützung von Priester Akepsyma im Jahr 571 (359/360) erbaut, als Volagesus Metropolit war. Lasst sie vor Gott in Erinnerung bleiben.“ Eine Kuppel, die nach einer Inschrift aus dem Jahr 1872 stammt, bedeckt den östlichen quadratischen Raum. Im selben Jahr wurde an der Westseite eine Kammer hinzugefügt. Unter dem Boden des östlichen quadratischen Raums befindet sich eine Krypta mit einem Sarkophag, von dem angenommen wird, es sei der Sarkophag Jakob von Nisibis.
Der Nordteil des Gebäudes wurde unter Verwendung der Nordwand des Südteils errichtet. Die Bauweise der Strebepfeiler in diesem Abschnitt, die auch in vielen Kirchengebäuden in Tur Abdin in derselben Region zu finden ist, deutet darauf hin, dass dieser Teil im 8. Jahrhundert erbaut wurde. Es hat die Abmessungen 7 m × 9,5 m. Ein drittes Kirchenschiff befindet sich auf einer mosaikbedeckten Plattform vor dem südlichen Teil.

## Ausgrabung und Restaurierung
Ein Projekt zur Restaurierung des Kirchengebäudes begann im Jahr 2000. Es wurde von ÇEKÜL, der Stiftung für das kulturelle Erbe, in Zusammenarbeit mit der Gemeinde Nusaybin und dem Ministerium für Kultur und Tourismus durchgeführt.
Ausgrabungsarbeiten wurden im Bereich zwischen der Kirche und der Moschee sowie im Kirchhof durchgeführt. Nach der Entfernen einer etwa 0,30 bis 0,50 m tiefe Schuttschicht wurden Säulensockel auf einem Boden aus fein geschnittenem Kalkstein freigelegt. Ein Mauerwerksbrunnen mit einer Tiefe von 1,50 m (4 Fuß 11 Zoll), der noch Wasser enthält, weist drei übereinander angeordnete Brunnenkronen auf. Dies ist wahrscheinlich darauf zurückzuführen, dass der Boden in all den Jahren zuvor mit Schutt bedeckt war. Im östlichen Teil des nördlichen Hofes befindet sich eine steinbedeckte Plattform, die über drei Stufen erreichbar ist. Unter der Plattform wurde ein Sarkophag mit Akroterion entdeckt. Der östliche Hof ist mit Bäumen bewachsen. Im westlichen Hof wurden Gräber gefunden, die sich über das gesamte Gebiet ausbreiteten, nachdem fast 7 m dicker Schutt entfernt worden war. Die Gräber waren in Ost-West-Richtung ausgerichtet und aus Schuttmauerwerk oder Spolia gebaut. Die Skelette lagen auf dem Rücken, die Arme auf der Brust verschränkt und die Köpfe nach Osten gewandt. Insbesondere wurden Kindergräber, Gegenstände wie Glasarmbänder, Halsketten aus verschiedenen Perlen und Borten gefunden. Gräber mit späterzeitlichen Merkmalen offenbaren die christlichen Bestattungsbräuche des assyrischen Volkes.
Sieben im Bereich zwischen Kirche und Moschee illegal errichtete Wohnhäuser wurden vom Ministerium für Kultur und Tourismus enteignet und abgerissen, als sich in den Jahren 2007 und 2008 herausstellte, dass die Nebengebäude der Kirche sich in Richtung der Moschee erstreckten. Die Fundamente der ursprünglichen, nicht mehr existierenden Nisibis-Kathedrale, die eines der größten Kirchengebäude im Nahen Osten war, sowie architektonische Strukturen der Artuqiden-Ära (1101–1409) wurden zutage gefördert. Die Ausgrabungen auf einer Fläche von 5.000 m² wurden bis 2014 fortgesetzt. Tausende von Keramik-, Metall-, Glas- und Steinartefakten, die bei den 15-jährigen Ausgrabungen gefunden wurden, wurden in die Ergebnisse von 2017 einbezogen und von einer Gruppe von Archäologen, Kunsthistorikern und Restauratoren des Mardin-Museums analysiert und registriert.